# Мелисс
Мели́сс Само́сский (др.-греч. Μέλισσος ὁ Σάμιος) — древнегреческий философ элеатской школы V века до н. э. Был одновременно учеником Парменида и Гераклита. В своём учении противопоставил чувственный мир «сущему». К чувственному миру относятся предметы, которые мы можем воспринимать с помощью слуха, зрения, тактильной и других видов чувствительности. Сущее является вечным, бесконечным, неподвижным и единым. Под «сущим» можно понимать Бога, вселенную и природу.
Вывод Мелисса о том, что «сущее» неподвижно, так как движение предполагает наличие пустоты, которая есть «ничто», повлиял на появление атомистики. Согласно Мелиссу, так как «ничего» существовать не может, то и, соответственно, движение «сущего» невозможно. Первые атомисты Левкипп и Эпикур использовали выводы элеатов. Однако они, в отличие от предшественников, предположили наличие «относительного небытия» или пустоты между элементами, которые составляют сущее. Именно эти однородные, вечные и неделимые элементы получили название «атомов».

## Биография
О жизни Мелисса известно немногое. Диоген Лаэртский и Плутарх называют его уроженцем Самоса, сыном Ифегена. В молодости Мелисс одновременно учился у Парменида и Гераклита — двух философов, учения которых являются взаимоисключающими.
На родине Мелисс пользовался уважением. Во время войны с Афинами (440—439 годы до н. э.) он получил пост наварха и разбил вражеский флот, которым, по одной из версий, командовал драматург Софокл. Благодаря этой победе Самос на время освободился от блокады и смог запастись необходимыми припасами. В конечном итоге афиняне во главе с Периклом после девятимесячной осады вынудили город капитулировать. О дальнейшей судьбе Мелисса ничего не известно.

## Сочинение. Публикации фрагментов
Мелисс написал сочинение «О природе, или О сущем», но от него сохранились только фрагменты в комментариях Симпликия к «Физике» Аристотеля, в трактате «О небе» и в псевдо-аристотелевском сочинении «О Мелиссе, Ксенофане, Горгии». Фрагменты из античных сочинений, в которых упоминается Мелисс, впервые были собраны Г. Дильсом в монографии «Die Fragmente der Vorsokratiker» («Фрагменты досократиков»). В них Мелисс — 30-й автор. Последующие издания были осуществлены учеником Г. Дильса В. Кранцем и Э. Целлером. На русском языке «Фрагменты досократиков» с текстами о жизни и учении Мелисса были изданы под редакцией А. О. Маковельского в 1915 году (переиздана в 1999 году) и А. В. Лебедева в 1989 году.

## Учение
Мелисс был последователем Парменида и исходил в своих рассуждениях из постулата «из ничего не может возникнуть нечто». По современным оценкам Мелисс систематизировал философию элейской философской школы. Заслуга Мелисса состоит в том, что он переписал выводы своего учителя Парменида понятным языком. Вклад Мелисса в элейскую философию не ограничивается систематизацией учения предшественников. Он частично откорректировал и дополнил выводы философов элейской школы.
Мелисс выделял несколько критериев существующего или «сущего». Из исходного постулата «нечто есть» Мелисс пришёл к выводу, что сущее:
1. нерождённо;
2. вечно, в силу закона «из ничего не может возникнуть нечто». Исходя из первоначальной предпосылки сущее вообще не может возникать, так как в конечном итоге оно бы возникало из ничего, а это невозможно;
3. беспредельно. Восприятие бесконечности не только в контексте времени, но и пространства у Мелисса было новым для элеатов;
4. едино, так как два бесконечных сущих непременно бы не только граничили между собой, но и поглотили бы друг друга;
5. однородно, так как неоднородное множественно;
6. не возрастающее и не убывающее;
7. неизменно;
8. не подвержено изменениям и аффектам боли, печали и т. п.;
9. полно;
10. неподвижно, так как движение предполагает наличие пустоты, которая есть «ничем» и соответственно существовать не может.
11. не имеет плотности;
12. бестелесно, но не в значении нематериального, а как то, что лишено формы.

Критерии «сущего», в понимании Мелисса, опровергают наш чувственный опыт. Если бы то, о чём мы знаем, как например «земля», «вода» и т. п. было бы реальным, то оно бы обладало атрибутами «сущего». А так как этого не наблюдается, то значит, что они противоположны «сущему». А раз так, то ценность чувственного познания мира относительна. Оно не даёт возможности осознать «сущее». Таким образом можно сделать вывод, что Мелисс не отрицал чувственного мира с его разнообразием, а лишь противопоставлял его «сущему», которое можно трактовать как Бога, вселенную или «природу». В то же время сущее Мелисса лишено чувств: оно не страдает и не печалится, а также не видит, не слышит и не ощущает. Поэтому, если Мелисс и понимал под «сущим» Бога, то он был весьма отличен от божеств олимпийского пантеона.
Мелисс с одной стороны повторил учение Парменида о единстве, вечности и неизменности истинного бытия, а с другой внёс в него свои коррективы. Парменид считал, что Бытие имеет конечные размеры. Мелисс доказывал, что «сущее» может быть вечным только при условии если оно бесконечно. Также новым для элеатов стало представление о бестелесности «сущего», так как если бы у него было тело, то оно имело бы части, а соответственно оно бы уже не было единым. Исходя из этого утверждения Мелисса могут воспринимать в качестве одного из первых идеалистов.

## Влияние
Связь между движением и пустотой, которую постулировал Мелисс, повлияла на развитие атомистики. Согласно Мелиссу, если нечто приходит в движение, то должно передвинуться туда, где ничего нет, в пустоту. Ведь, если бы на пути объекта находилось другое тело, то оно должно было остановить движение. В противоположном случае оба тела должны оказаться в одном и том же месте, что невозможно. В данной парадигме возникает вопрос, относительно возможности перемещения второго объекта, который освободит место первому. Первые атомисты Левкипп и Эпикур использовали выводы элеатов. Однако они, в отличие от предшественников, предположили наличие «относительного небытия» или пустоты между элементами, которые составляют сущее. Именно эти однородные, вечные и неделимые элементы получили название «атомов».
Также современные учёные не исключают влияния Мелисса на философию Анаксагора и Эмпедокла.
С критикой Мелисса выступил Аристотель. Это мнение отодвинуло Мелисса на второстепенные позиции. Если Пармениду посвящена многочисленная литература, то Мелисса обычно упоминают лишь в контексте описания представителей элейской школы. Аристотель назвал своего предшественника «грубоватым мыслителем». Он подметил некоторые противоречия в утверждениях «последнего элеата». Нельзя выводить свойства вещи лишь из понятия о ней. То же самое касается сущего или Бытия. В утверждениях Мелисса о том, что «Сущее — вечно, бесконечно и неподвижно», так как движение предполагает наличие «пустоты» или «не-сущего», можно обнаружить связь времени, пространства и «сущего». Причём «сущее» в данном утверждении следует определить как материю, что противоречит утверждению об его бестелесности. Кроме того Мелисс лишает «Сущее» каких-либо антропоморфных черт, а именно чувственности и эмоций, что противоречит восприятию «сущего» как Бога.